# Liste der Bischöfe von Samland

Wappen von Fischhausen

Das Fürstbistum wurde 1257 gegründet und 1525 mit dem Übergang der Landeshoheit an das Herzogtum Preußen aufgelöst. Der Sitz des Fürstbischofs war Fischhausen. Das Wappen verweist auf den ehemaligen Bischofssitz in Ostpreußen.
Die folgenden Personen waren Fürstbischöfe von Samland:

## Römisch-Katholische Bischöfe
| Nr. | Bischof                       | von    | bis    | Anmerkung | Darstellung | Wappen |
| --- | ----------------------------- | ------ | ------ | --- | ----------- | ------ |
| 01  | Dietrich I.                   | 1252   | 1254   | Fr. Rheodoricus, im April 1252 und Juni 1255 genannt                                                         |             |        |
| 02  | Heinrich I. von Streitberg    | 1254   | 1274   | Strittberg, vor Februar 1254 genannt                                                                         |             |        |
| 03  | Hermann I.                    | 1275   | 1276   | aus Köln, bis Dezember 1276, † 9. März 1287                                                                  |             |        |
| 04  | Christian von Mühlhausen      | 1277   | 1294   | 1257 zum Bischof bestellt, bis März 1294                                                                     |             |        |
| 05  | Siegfried von Regenstein      | 1295   | 1318   | vor dem 11. April 1296 zum Bischof bestellt, † 1318                                                          |             |        |
| 06  | Johann I. von Clare           | 1320   | 1344   | 1320 zum Bischof bestellt, † nach dem 25. April 1344                                                         |             |        |
| 07  | Johann II. von Bludau         | 1344   | 1358   | am 2. November 1344 zum Bischof ernannt und in Avignon konsekriert, † 20. Januar 1358                        |             |        |
| 08  | Jakob von Kulm                | (1344) | (1354) | (Culm), † nach dem 21. April 1354                                                                            |             |        |
| 09  | Bartholomäus von Radam        | 1354   | 1378   | † nach dem 5. September 1378                                                                                 |             |        |
| 010 | Tilo von Stobenhain           | 1378   | 1386   | Thilo (Dietrich) aus Marburg, 1378 zum Bischof bestellt, † 1386                                              |             |        |
| 011 | Heinrich II. Kuwal            | 1387   | 1395   | am 13. März 1387 zum Bischof bestellt, 1395 zurückgetreten                                                   |             |        |
| 012 | Heinrich II. von Seefeld      | 1395   | 1414   | am 25. Juli 1395 zum Bischof bestellt                                                                        |             |        |
| 013 | Heinrich III. von Schauenburg | 1415   | 1416   | |             |        |
| 014 | Johann II. von Salfeld        | 1416   | 1425   | 1416 zum Bischof ernannt                                                                                     |             |        |
| 015 | Michael Jung (Bischof)        | 1425   | 1441   | 1425 zum Bischof bestellt, † 1443                                                                            |             |        |
| 016 | Nikolaus I. Schöneck          | 1442   | 1470   | gen. Schlotterkopf, 1442 zum Bischof bestellt, bis Januar 1470                                               |             |        |
| 017 | Dietrich II. von Cuba         | 1470   | 1474   | 1470 zum Bischof bestellt, ermordet im August 1474                                                           |             |        |
| 018 | Johann III. von Rehewinkel    | 1474   | 1497   | 1474 zum Bischof bestellt, bis 23. Februar 1497                                                              |             |        |
| 019 | Nikolaus II. Kreuder          | 1497   | 1503   | am 26. Februar 1497 zum Bischof bestellt, † nach dem 2. Juli 1503                                            |             |        |
| 020 | Paul von Watt                 | 1503   | 1505   | 1503 zum Bischof bestellt, † 25. April 1505                                                                  |             |        |
| 021 | Günther von Bünau (Bischof)   | 1505   | 1518   | aus Meissen, 1505 zum Bischof bestellt, bis 16. Juli 1518                                                    |             |        |
| 022 | Georg von Polenz              | 1518   | 1523   | 1518 zum Bischof bestellt, anschließend zum Priester und Bischof geweiht, 1523 Übertritt zum Protestantismus |             |        |

Das Bistum wird 1525 aufgelöst.

## Protestantische Bischöfe
| Nr. | Bischof          | von  | bis  | Anmerkung | Darstellung | Wappen |
| --- | ---------------- | ---- | ---- | --- | ----------- | ------ |
| 0   | Georg von Polenz | 1523 | 1550 | der römisch-katholisch geweihte Bischof von Samland trat 1523 zum Protestantismus über und war der erste evangelische Bischof, er heiratete 1525 und nach dem Tode der ersten Frau, erneut 1527; † 28. April 1550 |             |        |
| 023 | Joachim Mörlin   | 1568 | 1571 | von Braunschweig kommend, am 1. Januar 1568 als Bischof eingesetzt, † 23. Mai 1571 |             |        |
| 024 | Tilemann Hesshus | 1573 | 1577 | wurde 1577 aus dem Amt entlassen |             |        |

Das Bistum wurde endgültig aufgelöst und in das Bistum Pomesanien eingegliedert